# Droga wojewódzka 249
Die Droga wojewódzka 249 (DW 249) ist eine fünf Kilometer lange Droga wojewódzka (Woiwodschaftsstraße) in der polnischen Woiwodschaft Kujawien-Pommern, in Solec Kujawski und der Gmina Zławieś Wielka. Die Strecke liegt im Powiat Bydgoski und im Powiat Toruński.

## Streckenverlauf
Woiwodschaft Kujawien-Pommern, Powiat Bydgoski
-  Solec Kujawski (Schulitz) (DK 10, DW 204, DW 394)

Woiwodschaft Kujawien-Pommern, Powiat Toruński
-  Czarnowo (DK 80)